# Ophiocamax fasciculata
Ophiocamax fasciculata är en ormstjärneart som beskrevs av George Richard Lyman 1883. Ophiocamax fasciculata ingår i släktet Ophiocamax och familjen knotterormstjärnor. Inga underarter finns listade i Catalogue of Life.